# جاستن سوليفان
جاستن سوليفان (بالإنجليزية: Justin Sullivan)‏ هو عازف قيثارة ومغن مؤلف بريطاني، ولد في 8 أبريل 1956 في برادفورد في المملكة المتحدة.

## وصلات خارجية
- جاستن سوليفان على موقع IMDb (الإنجليزية)
- جاستن سوليفان على موقع ميوزك برينز (الإنجليزية)
- جاستن سوليفان على موقع أول ميوزيك (الإنجليزية)
- جاستن سوليفان على موقع ديسكوغز (الإنجليزية)